# Осипова, Надежда Анатольевна
Осипова Надежда Анатольевна, (22 декабря 1934, Чехов, Московская область — 29 мая 2021, Москва) — советский и российский врач анестезиолог-реаниматолог, доктор медицинских наук, профессор, общественный деятель, автор и соавтор более 300 научных трудов, в том числе патентов на изобретение, использующиеся в анестезиологии в России и за рубежом. Член диссертационного совета РНИМУ им. Н. И. Пирогова.
Член Федерации анестезилогов и реаниматологов РФ, Российского общества по изучению боли (РОИБ), лауреат премии РОИБ в номинации «Исполняя клятву врача» (2007 г.), член Ассоциации паллиативной медицины (АПМ), член рабочей группы Министерства Здравоохранения РФ по оптимизации опиоидной терапии острой и хронической боли и редколлегий журналов «Анестезиология и реаниматология», «Российский журнал боли» , «Паллиативная медицина и реабилитация». Член Международной ассоциации по изучению боли (IASP), эксперт Национального института лекарственной зависимости США (NIDA).

## Биография и карьера
Родилась 22 декабря 1934 года под Москвой в селе Лопасна (ныне г. Чехов). В 1958 г. с отличием окончила 1-й Московский медицинский институт им. И. М. Сеченова (1-й ММИ) по специальности «лечебное дело». Хотя на распределении ей, как выпускнице «с отличием», предложили клиническую ординатуру в клинике госпитальной хирургии 1-го ММИ, Осипова Н. А. выбрала работу в должности врача-хирурга в небольшом шахтёрском городке Климовске Тульской области, где проработала 2 года. По возвращении в Москву Надежда Анатольевна приступила к работе в клинике на Пироговке, где вскоре под руководством профессора М. И. Кузина защитила кандидатскую, а затем и докторскую диссертации. В своей Alma mater Надежда Анатольевна проработала 25 лет, совмещая врачебную и научную деятельность, работав в должности младшего, а затем старшего научного сотрудника Научно-исследовательской лаборатории анестезиологии при клинике факультетской хирургии им. Н. Н. Еланского 1-го ММИ. Здесь у неё появились первые ученики, защитившие свои диссертации уже под её научным руководством.
С 1960 до 1984 г. Осипова Н. А. занималась исследованиями, направленным на изучение нейрофизилогических и клинических эффектов общих анестетиков, опиоидных анальгетиков и психотропных препаратов; в частности, были детально изучены все существующие тогда средства внутривенной общей анестезии, нейролептанальгезии и атаралгезии. В 1966 году была защищена кандидатская диссертация, по материалам которой вышла первая монография «Стероидный наркоз» (1969, М. И. Кузин, Н. А. Осипова). В дальнейшем вышли другие монографии, в числе которых: «Нейролептанальгезия в хирургии — тема докторской диссертации (1976, М. И. Кузин, Н. В. Ефимова, Н. А. Осипова), „Оценка эффекта наркотических, анальгетических и психотропных средств в клинической анестезиологии“ (1988, Н. А. Осипова), „Хронический болевой синдром в онкологии“ (1996, Н. А. Осипова, Г. А. Новиков, Б. М. Прохоров), „Боль в хирургии. Средства и способы защиты“ (2013, Н. А. Осипова, В. В. Петрова). В последней были освещены механизмы боли, классификация средств и методов обезболивания, собственные технологии, предупреждающие хронизацию боли.
В 1984 г. директор Московского научно-исследовательского онкологического института им. П. А. Герцена академик В. И. Чиссов пригласил Надежду Анатольевну возглавить отделение анестезиологии и реанимации вверенного ему учреждения. С 1984 по 2012 г. исполняла обязанности руководителя отделения анестезиологии и реанимации Московского научно-исследовательского онкологического института им. П. А. Герцена. Именно в стенах онкологического института она вплотную занялась проблемой боли и обезболивания онкологических больных. При активном участии Осиповой Н. А. в соавторстве с другими коллегами были разработаны и внедрены в практику важные направления и методы, повышающие эффективность и безопасность противоопухолевой терапии, разных видов хирургических и эндоскопических вмешательств, а также лечения острой и хронической боли, включая фантомный болевой синдром. В 1996 году вышла в свет монография „Хронический болевой синдром в онкологии (1996, Н. А. Осипова, Г. А. Новиков, Б. М. Прохоров), ставшая практическим и учебным пособием для российских специалистов по этой проблеме. Под её руководством была создана и подготовлена группа врачей по лечению хронического болевого синдрома, разработаны методические рекомендации и стандарты лечения. Наряду с этим проводилось совершенствование уже существующих и разработка новых методов анестезии, анальгезии и интенсивной терапии, повышающих безопасность онкологических больных при проведении современного хирургического, комбинированного и комплексного лечения с использованием специальных технологий.
Результаты исследований под руководством Осипвой Н. А. легли в основу серии периодически обновляемых российских клинических рекомендаций и руководств по фармакотерапии острой и хронической боли.
Надежда Анатольевна подготовила шесть докторов и 20 кандидатов медицинских наук.

## Работы и патенты
За свою жизнь Н. А. Осипова стала автором и соавтором учебных пособий, более 300 научных работ, в том числе и монографий, около 30 разделов и глав в руководствах по анестезиологии и онкологии в Большой, Малой и Краткой медицинских энциклопедиях, семи патентов на изобретение.

### Монографии
1. Некоторые вехи развития специальности анестезиология и реаниматология в России.[12]
2. Стероидный наркоз (1969, М. И. Кузин, Н. А. Осипова)
3. Нейролептанальгезия в хирургии“ (1976, М. И. Кузин, Н. В. Ефимова, Н. А. Осипова)[13]
4. Оценка эффекта наркотических, анальгетических и психотропных средств в клинической анестезиологии (1988, Н. А. Осипова)[14]
5. Хронический болевой синдром в онкологии (1996, Н. А. Осипова, Г. А. Новиков, Б. М. Прохоров)[15]
6. Боль в хирургии. Средства и способы защиты» (2013, Н. А. Осипова, В. В. Петрова)[16]

### Патенты[17]
1. Способ профилактики интра- и послеоперационных сердечно-сосудистых осложнений[18][19][20]
2. Способ профилактики и лечения послеоперационного болевого синдрома при обширных торакоабдоминальных операциях[21]
3. Способ оценки риска развития периоперационных сердечно-сосудистых осложнений при внесердечных хирургических вмешательствах[22]
4. Способ предотвращения фантомного болевого синдрома после ампутации конечностей

## Общественная деятельность
Наряду с научно-практической профессор Н. А. Осипова совместно с Центром паллиативной помощи МНИОИ им. П. А. Герцена и Ассоциацией паллиативной медицины осуществляла постоянную организационно-методическую работу по улучшению противоболевой помощи онкологическим больным России. При её непосредственном участии подготовлен и представлен в Министерство здравоохранения РФ пакет документов по анализу причин неудовлетворительного состояния терапии хронической боли и путях её улучшения, создана рабочая группа (активным членом которой являлась Надежда Анатольевна) для разработки нормативно-правовых и методических документов по совершенствованию противоболевой помощи в стране.
Как ведущий специалист по лечению острой и хронической боли и научный работник с 56-летним опытом клинического использования и исследования всех видов наркотических и ненаркотических средств обезболивания в учреждениях здравоохранения России, Н. А. Осипова приняла непосредственное участие в создании программы подготовки специалистов по принципам диагностики и лечения болевых синдромов.
Надежда Осипова уволилась из НИИ им. Герцена в знак протеста: политика государства в области медицины в целом и обезболивания в частности ведет к страданиям и гибели пациентов. Когда больные стреляются, а врачи увольняются, появляется надежда, что проблему хотя бы заметят.
С 2016 по 2019 деятельность Осипова Н. А. имела два основных направления:
1. повышение доступности наркотического обезболивания для российских онкологических пациентов, испытывающих мучительную хроническую боль и
2. привлечение внимания к «морфиновой эпидемии» в ряде стран (США, Канада, Австраля) и жесткая критика широкого применения препаратов быстродействующего морфина. В связи с этим, неоднократно привлекалась в качестве эксперта Национальным институтом лекарственной зависимости США (NIDA).

## Награды
- Заслуженный деятель науки Российской Федерации[25]

## Цитаты
Такие ситуации, например, как преследование нашей коллеги, доктора Алевтины Петровны Хориняк, демонстрируют полную несостоятельность наркотической лекарственной помощи тяжелобольным людям и бесправие не только больных, но и врачей. Получается, что врач не имеет возможности лечить пациента так, как надо, если ему показаны контролируемые препараты.